# Susanne
Susanne ist ein weiblicher Vorname.

## Herkunft und Bedeutung
Beim Namen Susanne handelt es sich um eine deutsche und skandinavische Variante des griechischen Namens Σουσάννα Susánna, der auf das hebräische Wort שׁוֹשָׁן šōšān, שׁוּשַׁן šūšan zurückgeht. Abgeleitet vom ägyptischen sšn bedeutet es „Lotus“, „Lotusblüte“, „Lotusblume“. Der Septuaginta folgend wird die Vokabel dennoch häufig mit „Lilie“ übersetzt. Gemeint ist jedoch die Lotusblüte als Symbol für Regeneration und neues Leben.

## Verbreitung
In Deutschland kommt der Name seit den 1910er Jahren vor. War er bis in die 1930er Jahre nur mäßig beliebt, nahm seine Popularität seit den 1940er Jahren beständig zu, bis er im Jahr 1955 die Top-10 erreichte. Im Jahr 1962 stand er an der Spitze der Vornamenscharts. Danach sank seine Beliebtheit zunächst langsam. Im Jahr 1972 verließ er die Hitliste der 10 beliebtesten Mädchennamen. Im Jahr 1988 fiel der Name in der Statistik rapide ab und wird seitdem nur noch sehr selten vergeben.
Ein ähnliches Bild zeigt sich auch in Österreich.
In Norwegen war der Name vor allem in den 1980er und 1990er Jahren beliebt. Im Jahr 1991 erreichte er mit Rang 41 seine höchste Platzierung in den Vornamenscharts. Zuletzt erreichte Susanne im Jahr 2004 eine Platzierung unter den 100 meistgewählten Mädchennamen. In Schweden und Dänemark ist der Name ebenfalls weit verbreitet.

## Varianten
- Albanisch: Suzana
- Arabisch: سوسن sawsan
- Armenisch: Սուսաննա Sowsanna, Susanna, Chouchane
- Dänisch
  - Diminutiv: Sanne, Susann
- Deutsch
  - Diminutiv: Susann, Suse, Susi
- Englisch: Susan, Susanna, Suzan, Suzanne
  - Diminutiv: Sookie, Sue, Suki, Sukie, Susie, Suz, Suzi, Suzie, Suzy, Zanna
- Finnisch: Susanna
  - Diminutiv: Sanna, Sanni
- Französisch: Suzanne
  - Diminutiv: Suzette
- Griechisch: Σουσάννα Susánna
- Hebräisch: שׁוֹשַׁנָּה šōšannâ
- Italienisch: Susanna
  - Latein: Susanna
- Kirchenslawisch: Сꙋсанна Susanna
- Kroatisch: Suzana
- Lettisch: Zuzanna
  - Diminutiv: Zane
- Litauisch: Zuzana
- Maori: Huhana
- Mazedonisch: Сузана Suzana
- Niederländisch: Susanna, Suzanne
  - Diminutiv: Sanne, Suus, Suze
- Polnisch: Zuzanna
  - Diminutiv: Zula, Zuza, Zuzia
- Portugiesisch: Susana
  - Brasilianisch: Suzana
- Russisch: Сюзанна Sjuzanna, Сусанна Susanna
- Schwedisch: Susanna
  - Diminutiv: Sanna, Susann
- Serbisch: Сузана Suzana
- Slowakisch: Zuzana
- Diminutiv: Zuza, Zuzanka, Zuzka
- Slowenisch: Suzana
- Spanisch: Susana
  - Katalanisch: Susanna
  - Diminutiv: Susanita
- Tschechisch: Zuzana
  - Diminutiv: Zuzanka, Zuzka
- Türkisch: Suzan
- Ukrainisch: Сусанна Susanna
- Ungarisch: Zsuzsanna
  - Diminutiv: Zsazsa, Zsuzsa, Zsuzsi

## Namenstage
Die Namenstage von Susanna werden an folgenden Tagen gefeiert:
- 24. Mai: nach der Jüngerin Susanna
- 11. August: nach Susanna von Rom
- 20. September: nach Susanna Ri
- 19. Dezember: nach Susanna von Babylon

## Namensträgerinnen

### Susanne
- Susanne Albrecht (* 1951), deutsche Terroristin
- Susanna Benda (1827–1912), deutsche  Schauspielerin
- Susanne Berckhemer (* 1978), deutsche Schauspielerin
- Susanne Betancor (* 1964), deutsche Musikerin
- Susanne Beyer (* 1961), deutsche Leichtathletin
- Susanne Bier (* 1960), dänische Regisseurin
- Susanne Böwe (* 1964), deutsche Schauspielerin und Hörspielsprecherin
- Susanne Bormann (* 1979), deutsche Schauspielerin
- Susanne Burkhard (* 1969), deutsche Schauspielerin und Tänzerin
- Susanne von Caemmerer (* 1953), deutsch-australische Biologin, Mathematikerin und Hochschullehrerin
- Susanne Cramer (1936–1969), deutsche Filmschauspielerin
- Susanne Daubner (* 1962), deutsche Nachrichtensprecherin
- Susanne Dobrusskin (* 1962), deutsche Synchronsprecherin und Sängerin
- Susanne Fengler (* 1971), deutsche Politikerin, Kommunikationswissenschaftlerin und Autorin
- Susanne Fröhlich (* 1962), deutsche Autorin und Moderatorin
- Susanne Gannott (* 1969), deutsche Schauspielerin und Sängerin
- Susanne Gaschke (* 1967), deutsche Journalistin, Publizistin und Autorin
- Susanne Gelhard (* 1957), deutsche Journalistin
- Susanne Gerdom (* 1958), deutsche Schriftstellerin
- Suzanne Grinberg (1888–1972), französische Anwältin
- Susanne Haase (* 1975), österreichische Politikerin (SPÖ)
- Susanne Hagemann (* 1961), deutsche Übersetzungswissenschaftlerin
- Susanne Hart (1927–2010), südafrikanische Tierärztin und Umweltschützerin
- Susanne Hartel (* 1988), deutsche Fußballspielerin
- Susanne Heim (* 1955), deutsche Politikwissenschaftlerin und Historikerin
- Susanne Höggerl (* 1972), österreichische Journalistin und Fernsehmoderatorin
- Susanne Holst (* 1961), deutsche Fernsehmoderatorin
- Susanne Hoss (* 1968), deutsche Schauspielerin
- Susanne Jaffke-Witt (* 1949), deutsche Politikerin
- Susanne Juhnke (* 1944), deutsche Schauspielerin
- Susanne Kandt-Horn (1914–1996), deutsche Malerin und Grafikerin
- Susanne Karstedt (* 1949), deutsche Soziologin, Kriminologin und Hochschullehrerin
- Susanne Kasperczyk (* 1985), deutsche Fußballspielerin
- Susanne Kastner (* 1946), deutsche Politikerin
- Susanne Kerckhoff (1918–1950), deutsche Schriftstellerin, Journalistin und Lyrikerin
- Susanne Kessel (* 1970), deutsche Pianistin
- Susanne Klatten (* 1962), deutsche Unternehmerin
- Susanne Klehn (* 1981), deutsche Fernsehmoderatorin und Journalistin
- Susanne Kronzucker (* 1965), deutsche Journalistin und Moderatorin
- Susanne Kunz (* 1978), Schweizer Fernsehmoderatorin, Schauspielerin und Kabarettistin
- Suzanne Lacore (1875–1975), französische Politikerin
- Susanne K. Langer (1895–1985), US-amerikanische Philosophin und Hochschullehrerin
- Susanne Ledermann (1928–1943), deutsches Holocaustopfer, siehe Sanne Ledermann
- Susanne Lothar (1960–2012), deutsche Schauspielerin
- Susanne Lücke-David (1933–2024), deutsche Kunsthistorikerin und Sachbuchautorin
- Susanne Luderer (1961–2023), deutsche Richterin
- Susanne Maria Schwarz (* 1986), deutsch-schweizerische klassische Pianistin und Klavierpädagogin
- Susanne von Medvey (* 1961), deutsche Schauspielerin und Synchronsprecherin
- Susanne Mischke (* 1960), deutsche Schriftstellerin und Drehbuchautorin
- Susanne Moll (* 1987), österreichische Snowboarderin
- Susanne Neid, Künstlername Susie van der Meer (* 1973), deutsche Singer-Songwriterin
- Susanne Osthoff (* 1962), deutsch-irakische Archäologin
- Susanne von Paczensky (1923–2010), deutsche Journalistin und Sachbuchautorin
- Susanne Porsche (* 1952), deutsche Filmproduzentin und Investorin
- Susanne Preusker (1959–2018), deutsche Psychologin und Autorin
- Susanne Raab (* 1984), österreichische Juristin und Politikerin (ÖVP)
- Susanne Riedel (* 1959), deutsche Schriftstellerin
- Susanne Riermeier (* 1960), deutsche Skilanglauf- und Marathonmeisterin
- Susanne Rohrer (* 1966), deutsche Hörfunkmoderatorin
- Susanne Rosenkranz (* 1972), österreichische Politikerin (FPÖ)
- Susanne Ruoff (* 1958), Schweizer Managerin
- Susanne Rutenkröger (* 1961), deutsche Politikerin (SPD), Bürgermeisterin von Bünde
- Susanne Schädlich (* 1965), deutsche Schriftstellerin, Übersetzerin und Journalistin
- Susanne Schmidt (Journalistin) (* 1947), deutsche Journalistin
- Susanne Schmidt (Ruderin) (* 1974), deutsche Ruderin
- Susanne Schmidt-Knaebel (* 1937), deutsche Germanistin
- Susanne Kerstin Schmidt, deutsche Politikwissenschaftlerin
- Susanne Schröter (* 1957), deutsche Ethnologin und Hochschullehrerin
- Susanne Schwab, deutsche Schauspielerin und Moderatorin
- Susanne Steidle (* 1964), deutsche Schauspielerin
- Susanne Steiger (* 1982), deutsche Schmuckhändlerin
- Susanne Stichler (* 1969), deutsche Fernsehmoderatorin
- Susanne Ulbrich (* 1975), deutsche Agrarwissenschaftlerin
- Susanne Uhlen (* 1955), deutsche Schauspielerin
- Susanne Wieseler (* 1969), deutsche Fernsehmoderatorin, Journalistin, Filmemacherin und Autorin
- Susanne Wille (* 1974), Schweizer Journalistin
- Susanne Wolff (* 1973), deutsche Schauspielerin
- Susanne Wuest (* 1979), österreichische Schauspielerin

### Suse
- Suse Byk (1884–1943), deutsche Fotografin
- Suse Graf (1915–2009), deutsche Schauspielerin
- Suse von Hoerner-Heintze (1890–1978), deutsche Schriftstellerin
- Suse Lichtenberger (* 1975), deutsche Schauspielerin
- Suse Marquardt (* 1970), deutsche Casting-Direktorin für internationale und nationale Kino- und TV-Filme
- Suse Preisser (1920–1979), deutsche Balletttänzerin, Choreografin und Ballettmeisterin
- Suse Rosen (1910–1968), deutsche Balletttänzerin
- Suse Schmidt-Eschke (1872–1941), deutsche Malerin, Lithographin, Zeichen- und Sprachlehrerin
- Suse Wächter (* 1969), deutsche Puppenspielerin und Puppenmacherin
- Suse Wiegand (* 1958), deutsche Zeichnerin und Objektkünstlerin

### Susi
- Susi Aeberhard (* vor 1964), Schweizer Kleinkünstlerin und Hörspielinterpretin
- Susi Banzhaf (* 1968/69), deutsche Schauspielerin und Musicaldarstellerin
- Susi Berger (1938–2019), Schweizer Künstlerin und Designerin
- Susi Brandt (* 1975), deutsche Moderatorin
- Susi Dahlmeier (* 1971), deutsche Mountainbikerin
- Susi Dorée (1941–2022), deutsche Schlagersängerin
- Susi Eppenberger (1931–2023), Schweizer Politikerin (FDP)
- Susi Erdmann (* 1968), deutsche Rennrodlerin und Bobpilotin
- Susi Good (* 1966), Schweizer Sportkletterin
- Susi Hyldgaard (1963–2023), dänische Jazzsängerin, -pianistin und -komponistin
- Susi Ruth Iff Kolb (1932–2023), Schweizer Fotografin
- Susi Jirkuff (* 1966), österreichische Künstlerin
- Susi Juvan (* 1952), deutsche Künstlerin
- Susi Kertes (1914–1948), ungarische Schauspielerin
- Susi Koch (* 1981), deutsche Jazzpop-Sängerin
- Susi Lanner (1911–2006), österreichisch-US-amerikanische Schauspielerin
- Susi Möbbeck (* 1964), deutsche Politikerin (SPD)
- Susi Müller (* 1963), deutsche Moderatorin
- Susi Nicoletti (1918–2005), deutsch-österreichische Schauspielerin
- Susi Peter (1923–1968), österreichische Schauspielerin
- Susi Pudjiastuti (* 1965), indonesische Politikerin und Unternehmerin
- Susi Rausche (1925–2015), deutsche Rudersportlerin
- Susi Sánchez (* 1955), spanische Schauspielerin
- Susi Schmid (* 1960), deutsche Hockeyspielerin
- Susi Schuster (* 1940), deutsche Schlagersängerin
- Susi Singer (1891–1955), österreichisch-US-amerikanische Keramikerin
- Susi Stach (* 1961), österreichische Schauspielerin
- Susi Studentkowski (* 1995), deutsche Schauspielerin und Sängerin
- Susi Susanti (* 1971), indonesische Badmintonspielerin
- Susi Wallner (1868–1944), österreichische Schriftstellerin
- Susi Weigel (1914–1990), tschechisch-österreichische Illustratorin
- Susi Witt (1910–1989), österreichische Schauspielerin

### Susannah
- Susannah Harker (* 1965), britische Schauspielerin
- Susannah Heschel (* 1956), US-amerikanische Hochschullehrerin und Autorin
- Susannah Mushatt Jones (1899–2016), US-amerikanische Altersrekordlerin (knapp 117 Jahre)
- Susannah Maidment (* 1981), britische Wirbeltier-Paläontologin
- Susannah Maxwell (1805–1923), US-amerikanische, später in Kanada lebende, prominente Person der Geschichte der Afroamerikaner
- Susannah McCorkle (1946–2001), US-amerikanische Jazz-Sängerin
- Susannah Melvoin (* 1964), US-amerikanische Sängerin und Songwriterin
- Susannah York (1939–2011), britische Schauspielerin und Autorin